# Erebomorpha fulguraria
Erebomorpha fulguraria là một loài bướm đêm trong họ Geometridae.

## Hình ảnh

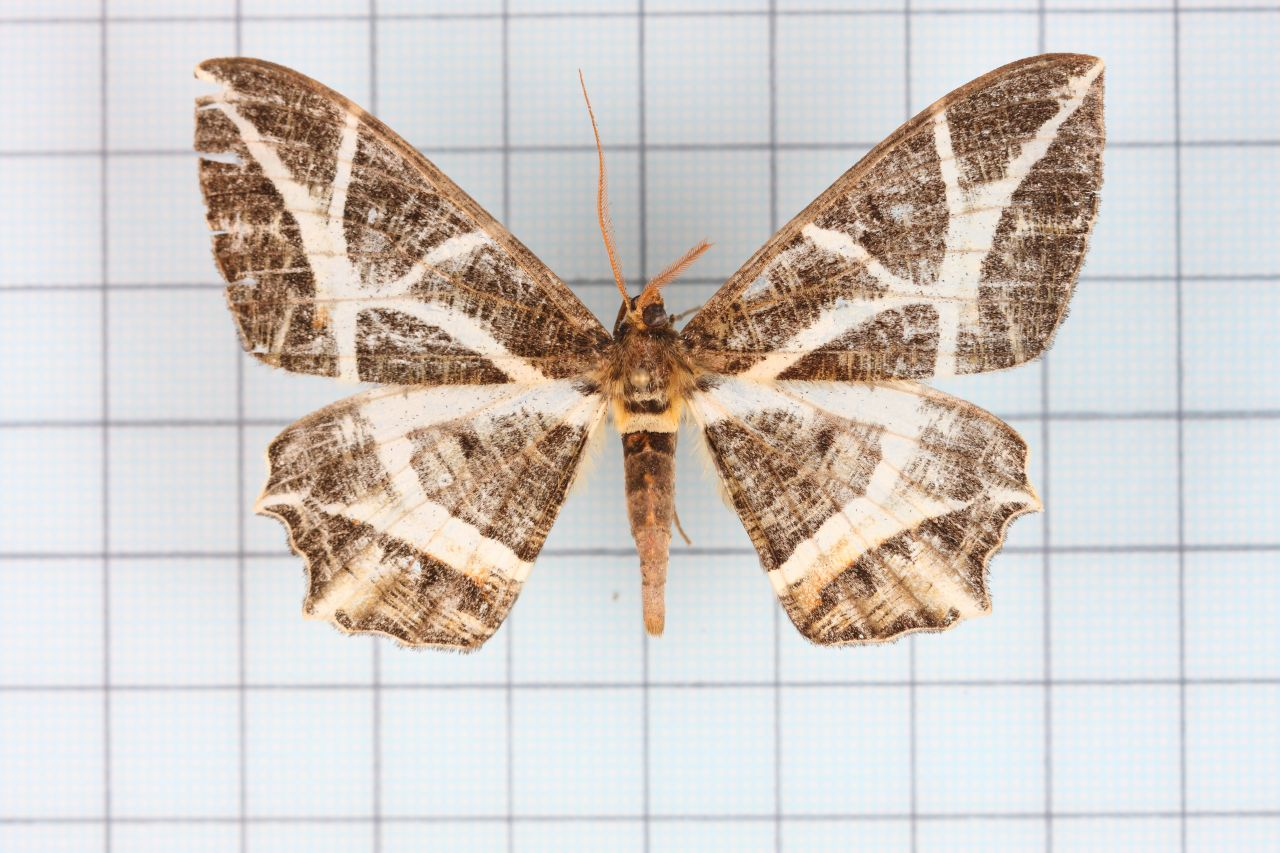